# لوسينا هاغمان
لوسينا هاغمان (Lucina Hagman؛ كالفيا، 5 يونيو 1853 - هلسنكي، 6 سبتمبر 1946) رائدة الحركة الأنثوية الفنلندية، مؤسـِّسة جمعية مارتا وعضوة في البرلمان عن حزب الفنلندي الشاب.
هي ابنة نيلس يوهان إريك هاغمان قائد الشرطة ريفي وصوفيا مارغريتا هاغمان. التحقت بمدرسة فاسا السويدية للبنات وتخرجت مـُدَرّسة ابتدائية من سمينار يوفاسكولا سنة 1875. عملت مديرةً لمدرسة إعدادية في هامينلينا أول مدرسة مشتركة تدرس باللغة الفنلندية بالبلاد، ومدرسة هلسنكي الفنلندية المشتركة ومدرسة هلسنكي الحديثة المشتركة عام 1933.